# Hohe Wurzel (Taunus)

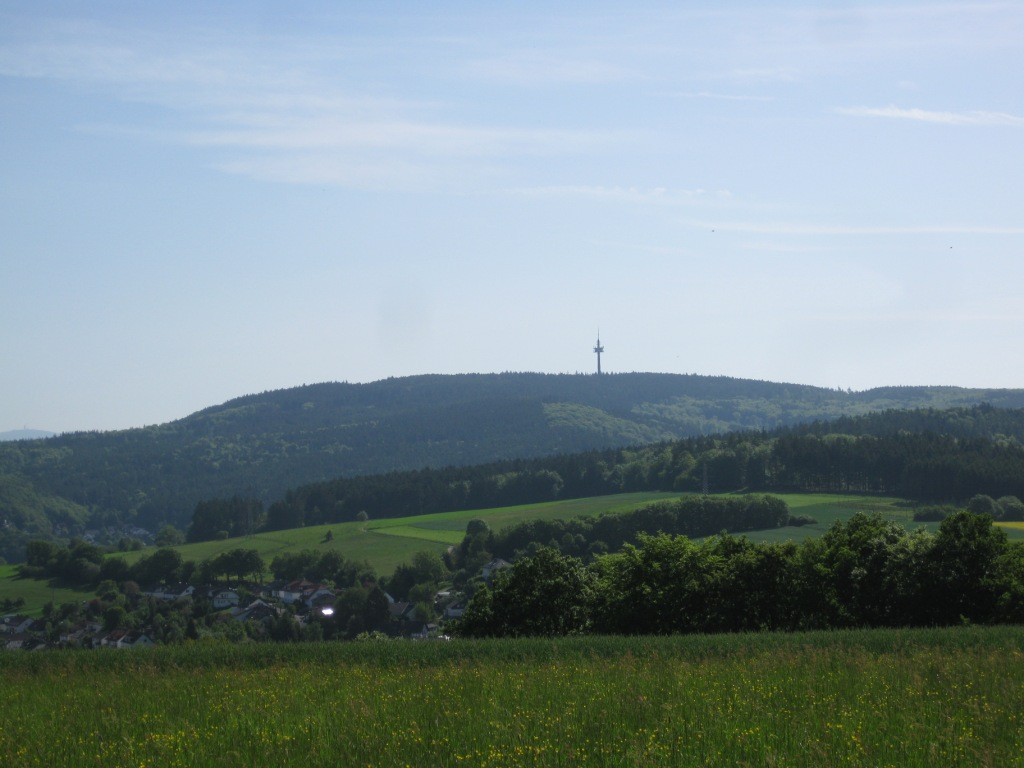
Blick von Westen über Bärstadt hinweg zur Hohen Wurzel, mit Großem Feldberg am linken Bildrand

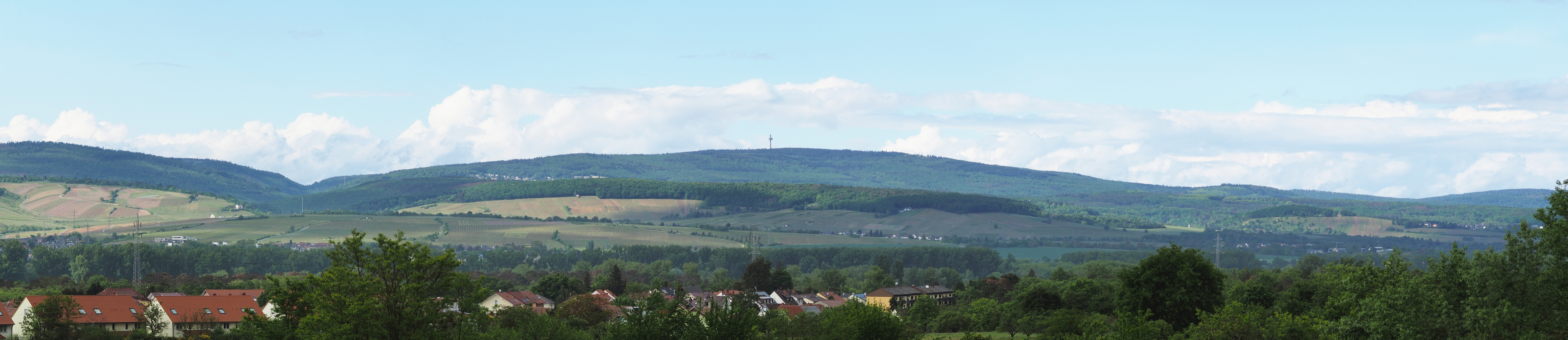
Anblick von Süden

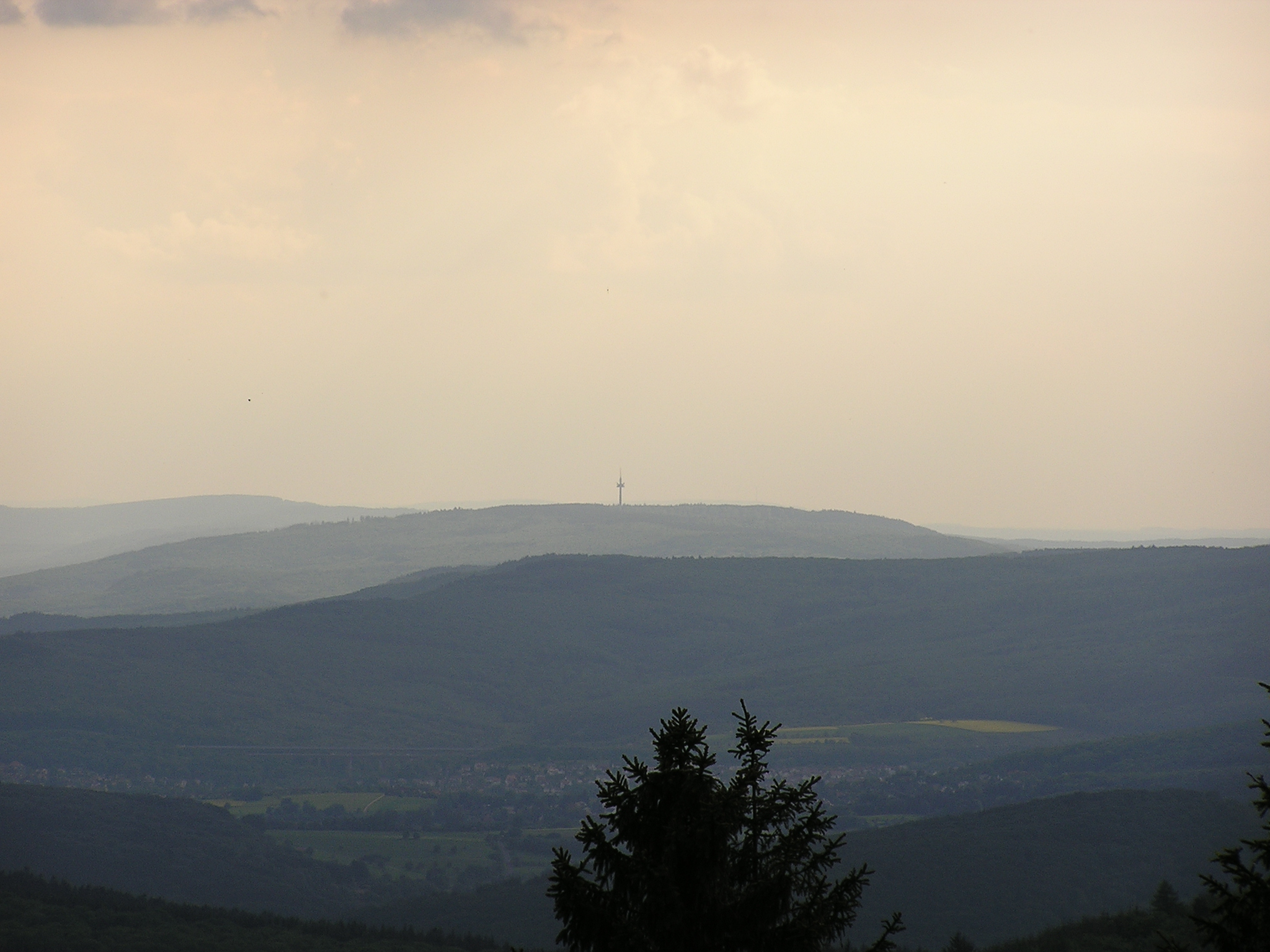
Blick vom Altkönig zur rund 27 km entfernten Hohen Wurzel (Bildmitte), links dahinter die Kalte Herberge

Die Hohe Wurzel ist ein 617,9 m ü. NHN hoher Berg im Taunus. Sie liegt in den Gebieten von Taunusstein im Rheingau-Taunus-Kreis und der kreisfreien Landeshauptstadt Wiesbaden in Hessen, ist Teil des Taunushauptkamms (Hoher Taunus) und die höchste Erhebung auf der Grenze des Rheingau-Taunus-Kreises mit Wiesbaden. Sie ist die dritthöchste Erhebung im Rheingau-Taunus-Kreis, nach dem Windhain (629,3 m) bei Wüstems und der Kalten Herberge (619,3 m).

## Geographie

### Lage
Die Hohe Wurzel liegt im Naturpark Rhein-Taunus. Während sich ihr größter Teil einschließlich der Gipfelregion in der Gemarkung des Taunussteiner Stadtteils Bleidenstadt befindet, zählen ihre südöstlichen Teile, die sich unterhalb des Rheinhöhenweges befinden, zum Ortsbezirk Dotzheim der Stadt Wiesbaden. Nordnordwestlich des Berges liegt Seitzenhahn, nordnordöstlich Bleidenstadt (beide zu Taunusstein), ostsüdöstlich Klarenthal, südöstlich Dotzheim (beide zu Wiesbaden), südsüdwestlich Schlangenbad und westlich Wambach (zu Schlangenbad).
Die oberhalb der 600-m-Höhenlinie gelegene Gipfelregion des bewaldeten Berges bildet eine etwa 1,1 km lange und 300 m breite Hochlage, die in Nordwest-Südost-Richtung schräg über die Hauptkammlinie des Taunus hinweg verläuft und dabei zwei Kuppen ausbildet, die Nordwestkuppe mit 617,9 m und die Südostkuppe mit 613,9 m Höhe.. Noch etwas weiter ostsüdöstlich liegt der mit 608 m höchste Punkt des Wiesbadener Stadtgebietes.

### Gewässer
- An der Südseite des Bergs entspringt der Weilburger Bach, der unterhalb des Weilburger Tales als Belzbach den Wiesbadener Ortsbezirk Dotzheim durchfließt und schließlich als Mosbach bei Schloss Biebrich in den Rhein mündet.
- Östlich der Gipfelpartie entspringt der Gehrner Bach, der an Chausseehaus vorbei durch Wiesbaden-Klarenthal dem Wellritzbach zufließt, der in der Wiesbadener Innenstadt in die Salzbach mündet.
- Die Nordseite wird vom Roßbach durch Taunusstein zur Aar hin entwässert.
- Die Westseite entwässert über einen namenlosen Bach zur Walluf.

### Naturräumliche Zuordnung
Die Hohe Wurzel gehört in der naturräumlichen Haupteinheitengruppe Taunus (Nr. 30) und in der Haupteinheit Hoher Taunus (301) zur Untereinheit Wiesbadener Hochtaunus (301.2). Die Landschaft fällt nach Osten bis Süden in den Naturraum Georgenborn Nauroder Hangschuttfuß (301.20) ab und nach Südwesten bis Westen in den zur Untereinheit Rheingaugebirge (301.1) zählenden Naturraum Pass von Schlangenbad (301.11). Sie fällt außerdem nach Westnordwesten bis Norden in den Naturraum Südwestliche Seitzenhahner Mulde (304.41) ab, an den sich im Nordosten der bergnahe Naturraum Oberaartalsenke (304.40) anschließt; beide gehören in der Haupteinheit Oberaarmulde (304) zur Untereinheit Westlicher Hintertaunus (301.4).

## Schutzgebiete
Auf dem Südostteil der Hohen Wurzel liegen Teile des Landschaftsschutzgebiets Stadt Wiesbaden (CDDA-Nr. 555513808; 2010 ausgewiesen; 133,28 km² groß) und solche des Fauna-Flora-Habitat-Gebiets Buchenwälder nördlich von Wiesbaden (FFH-Nr. 5815-306; 41,24 km²).

## Türme

### Gustav-Vietor-Turm
Auf dem Berg wurde 1883 durch den Rhein-Taunus-Klub der Gustav-Vietor-Turm (auch Eiserner Turm genannt) als Aussichtsturm erbaut und nach dem damaligen Vorsitzenden benannt. Das 22,5 m hohe Stahlgerüst, bestehend aus einer von Gitterstützen gehaltenen Treppe und einer offenen Aussichtsplattform, stand auf einem Sockelgeschoss aus Bruchsteinmauerwerk.  Von seiner Plattform fiel der Blick in den Taunus und den Rheingau, zuletzt wurde er auch für Amateurfunkdienstzwecke genutzt. Im März 2006 wurde das Kulturdenkmal wegen Baufälligkeit abgerissen.

### Fernmeldeturm Hohe Wurzel
Auf dem Berg steht etwa 400 m südöstlich seines Gipfels der 133 m hohe Fernmeldeturm Hohe Wurzel, der in Stahlbetonbauweise errichtet wurde. Von dort und anderen Standorten aus wird das Rhein-Main-Gebiet im Gleichwellenbetrieb mit digitalem Fernsehen (DVB-T) versorgt. Außerdem wird von hier DABplus (Multiplex Kanal 12C Hessen-Süd) und UKW-Hörfunk (107,9 MHz "Rockland Radio") verbreitet.

## Verkehr, Freizeit und Wandern

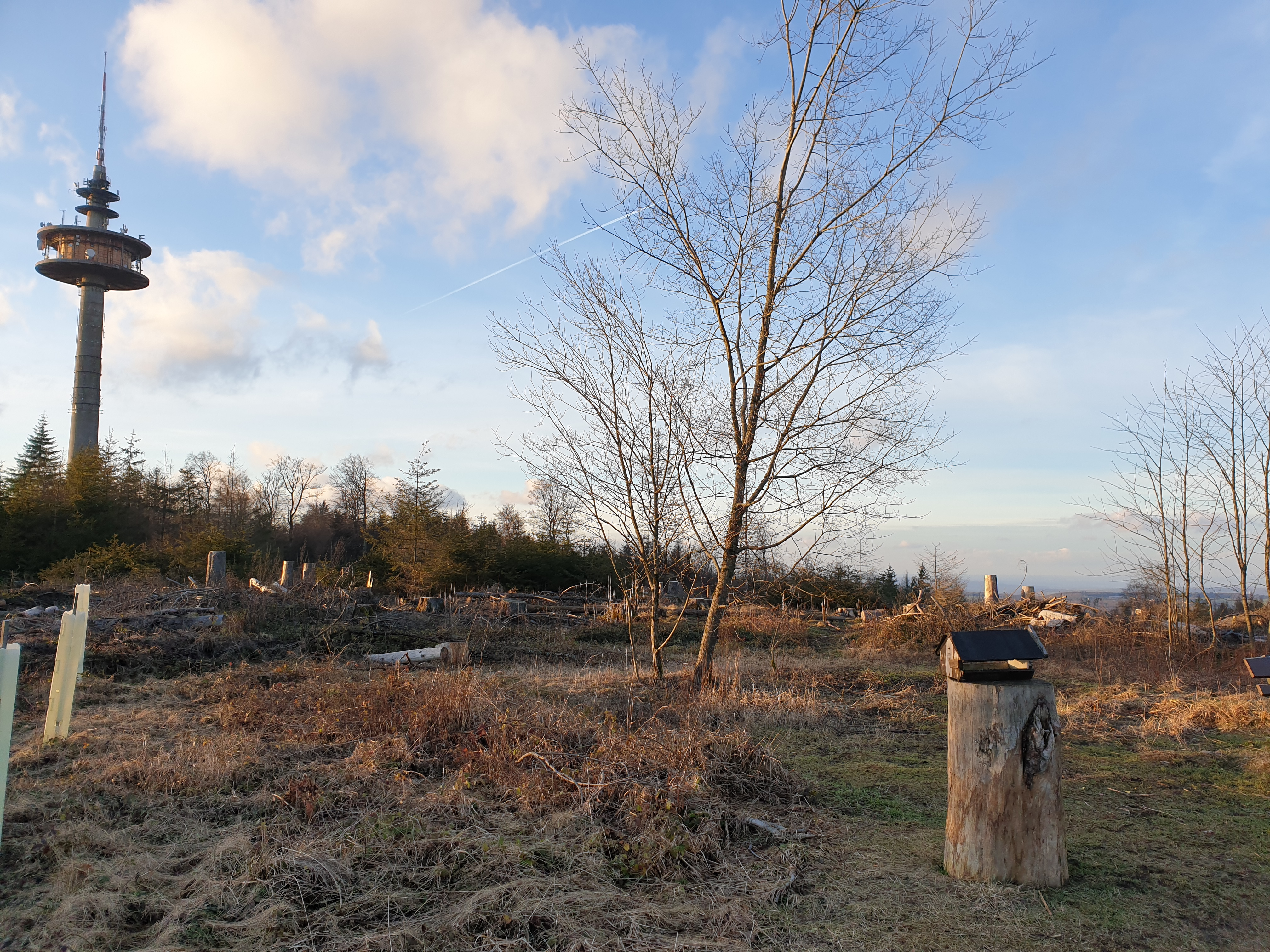
Blick vom ehemaligen Standort des Aussichtsturms Richtung Norden, 2022

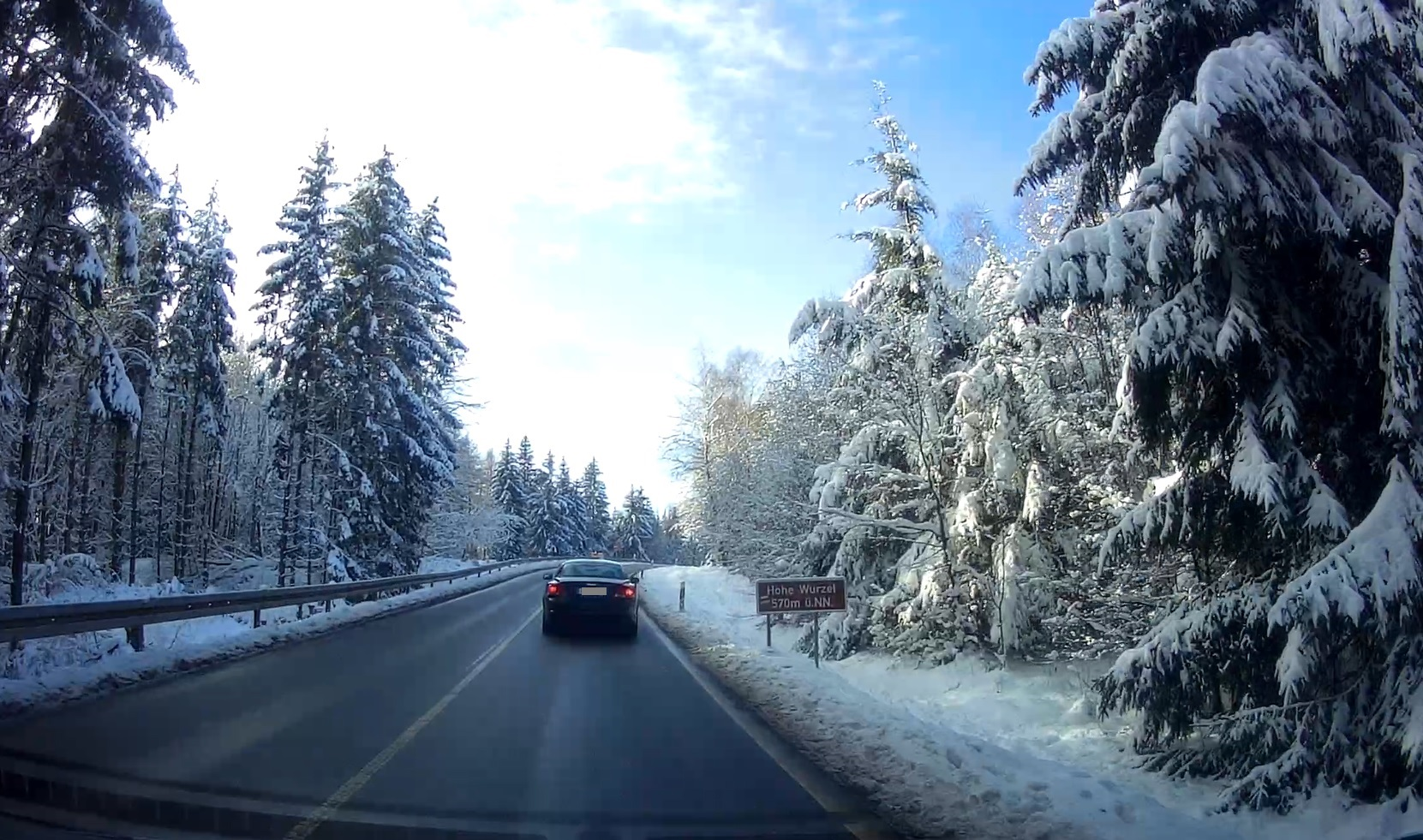
Südwestlicher Gipfel am Wandererparkplatz. Fahrt in Richtung Taunus Wunderland

Der Gipfel der Hohen Wurzel ist prinzipiell vollständig bewaldet und bietet seit dem Abriss des Aussichtsturms keine touristischen Attraktionen mehr. Allerdings wurden ab etwa 2020 weite Flächen wegen des Waldsterbens abgeholzt, was vorübergehend Ausblicke in Taunus und Rheingau ermöglicht.
Durch ihre südwestlichen Hochlagen führt die im Nordwesten zwischen Bad Schwalbach und Wambach von der Bundesstraße 275 abzweigende Landesstraße 3037 (auch Hohe Straße oder Lahnstraße genannt). Sie verläuft vorbei am Freizeitpark Taunus Wunderland und quert danach die Südschulter des Berges etwa 400 m südwestlich des Gipfels in 570 m Höhe. Hier liegt der Wandererparkplatz Hohe Wurzel, von dem der Berggipfel auf Rundwanderwegen des Naturparks Rhein-Taunus erreichbar ist. Anschließend fällt die L 3037 steil und kurvenreich nach Chausseehaus ab, wo sie die Aartalbahn kreuzt, und geht in die Wiesbadener Klarenthaler Straße über.
Über den Berg führt neben dem rechtsrheinischen Teil des Rheinhöhenweges auch der Europäische Fernwanderweg E3.
Östlich der Gipfelpartie quert der (Alte) Mainzer Weg den Taunushauptkamm, eine alte Straßenverbindung zwischen dem Rheingau und dem Benediktinerkloster in Bleidenstadt, heute ein geschotterter Waldweg.

## Sport

### Bob- und Schlittenbahn

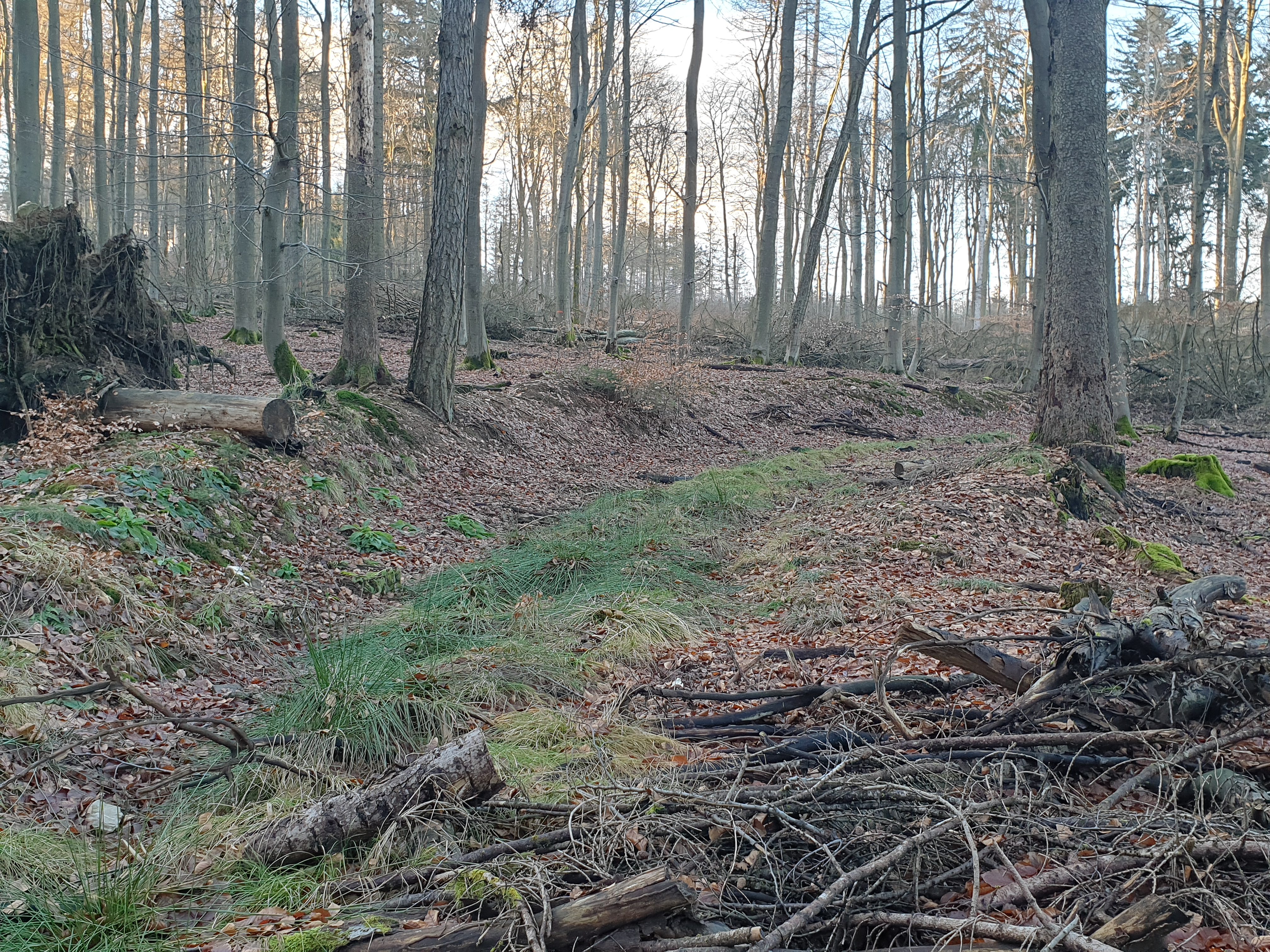
Reste einer Steilkurve der ehemaligen Naturrodelbahn

Früher führte eine 1,6 km lange Bob- und Schlittenbahn an den Hängen des Berges durch die Waldgebiete „Hohe Wurzel“, „Winterbruch“, „Heidekopf“ und „Schläferskopf“. Die Höhendifferenz betrug 176 m, das maximale Gefälle 21 Prozent und die Höchstgeschwindigkeit 70 km/h. Im Spätherbst 1928 hatte die Wintersport-Abteilung des Schwimm-Clubs Wiesbaden 1911 die Bahn in Zusammenarbeit mit dem Deutschen Rodelbund gebaut und am 20. Januar 1929 bei den Südwestdeutschen Rodelmeisterschaften eingeweiht. Die Strecke war am 8. Februar 1931 Austragungsort der Deutschen Meisterschaft im Rennrodeln. Vor rund 15.000 Zuschauern gewannen Martin Tietze (Herren, 2:36 Minuten) und Elli Winkler (Damen, 2:52 Minuten) und im Doppelsitzer Martin Tietze und Kurt Weidner (2:42 Minuten). Die Siegesfeier fand im Kurhaus Wiesbaden statt.
Die Strecke geriet in Vergessenheit, war aber 2010 noch in Umrissen sichtbar und ohne jeglichen Baumbestand in die Natur integriert, als eine Reaktivierung als Mountainbike-Strecke ins Gespräch gebracht wurde. Gebaut wurde hingegen eine Strecke zwischen Schläferskopf und Tier- und Pflanzenpark Fasanerie.

### Bergprüfung zur Hohen Wurzel
In den Jahren 1923 bis 1928 gab es ein Bergrennen bzw. eine „Bergprüfung zur Hohen Wurzel“ im Rahmen des „Wiesbadener Automobil-Turniers“. Dabei traten bekannte Rennfahrer an, z. B. Carl Jörns (Gewinner 1924), Huldreich Heusser (Gewinner 1925), Karl Kappler (Gewinner 1928) und Adolf Rosenberger (Gewinner 1926 und 1927).